# Love?
Love? è il settimo album in studio della cantante Jennifer Lopez, uscito il 3 maggio 2011. Si tratta del primo album pubblicato con la casa discografica Island Records. Quest'album si discosta molto dai precedenti in quanto prevale il genere dance-pop rispetto all'R&B e hip-hop dei precedenti. Per questo disco la Lopez ha collaborato, fra gli altri, con Darkchild, Stargate, Christopher Stewart, The-Dream, Lady Gaga e RedOne.
L'album è entrato alla quinta posizione nella classifica statunitense vendendo 83.000 copie durante la sua prima settimana e alla sesta nel Regno Unito con poco meno di 16.000 copie vendute. Con un calo di vendite del 60% nella sua seconda settimana negli Stati Uniti, Love? scende alla nona posizione vendendo altre 33.000 copie.

## Produzione e pubblicazione
La registrazione dell'album è iniziata nel 2009, e la pubblicazione era prevista per gennaio 2010, contemporaneamente all'uscita del film Piacere, sono un po' incinta. Per promuovere l'album la Epic Records aveva pubblicato, a dicembre 2009, il singolo Louboutins. Dopo lo scarso successo del brano, la Lopez ha concluso il suo contratto decennale con la Epic Records ed ha successivamente firmato un nuovo contratto con la Island Records. Le registrazioni dell'album sono proseguite con un nuovo team e nel disco sono quindi presenti sia brani registrati per la Epic sia nuovi brani commissionati dalla Island. Dopo vari posticipi, l'uscita dell'album è stata fissata per il 3 maggio 2011.

## Singoli
Una canzone intitolata Fresh Out the Oven featuring Pitbull è stata diffusa ad ottobre 2009 ma la casa discografica ha smentito che si trattasse del primo singolo.
Il primo singolo di lancio, Louboutins, è stato pubblicato a dicembre 2009 ma, a causa del mancato successo, non è stato poi incluso nell'album.
A gennaio 2011 è stato pubblicato il nuovo singolo di lancio, ancora in collaborazione con Pitbull, On the Floor, che ha riportato Jennifer Lopez nella top ten degli Stati Uniti dopo otto anni. On the Floor si rivela un grande successo della stagione 2011 entrando direttamente al 1 posto in oltre 20 paesi in tutto il mondo Italia compresa dove è stato in classifica per oltre 20 settimane. Anche il video di On the Floor si è rivelato un successo, su YouTube è stato visualizzato da oltre 600 milioni di persone in meno di un anno (secondo video più visto di tutto il Web e video più visto del 2011), record esclusivo di J.Lo che è riuscita a battere sia Shakira con Waka Waka che Lady Gaga con Bad Romance. A fine anno è stata stilata una classifica dei video più visti di YouTube del 2011 e On the Floor è risultato alla posizione numero 1. On the Floor ha inoltre ricevuto la nomination agli MTV Europe Music Award 2011 nella categoria miglior canzone.
Il secondo singolo ufficiale è I'm Into You, con la partecipazione di Lil' Wayne, pubblicato il primo aprile 2011. La canzone ha avuto un buon successo in tutto il mondo, negli Stati Uniti ha superato le 500.000 copie diventando così disco d'oro, ed altrettanto successo ha avuto in Italia e nel resto del mondo. Anche il video è stato un successo, uscito a maggio 2011 già a dicembre ha superato le 100 milioni di visite su YouTube.
Durante un'intervista alla Home Shopping Network, Jennifer Lopez ha confermato che Papi è il terzo singolo estratto dall'album, pubblicato il 13 settembre 2011.. Nel video la Lopez guida in molte scene una Fiat 500C di colore bianco; il video oltre che per promuovere l'album, serve a promuovere la nuova macchina della FIAT con la quale Lopez ha firmato un contratto per una pubblicità
(What Is) Love?, fu presentato in anteprima al Festival di Sanremo 2010 e fu utilizzato come colonna sonora del film della Lopez Piacere, sono un po' incinta (2010). Non è però stato girato un video ufficiale quindi la canzone non ha avuto modo di diventare un hit e scalare le classifiche mondiali, tuttavia ha riscosso discreto successo in Spagna dove ha debuttato alla posizione numero 33.
Prima dell'uscita dell'album, sono stati pubblicati come singoli promozionali su iTunes anche i brani Ven a Bailar (versione spagnola di On the Floor), I'm Into You, Papi e (What Is) Love?.

## Tracce
1. On the Floor (feat. Pitbull) – 4:44 (RedOne, Kinda Hamid, AJ Junior, Teddy Sky, Bilal "The Chef", Gonzalo Hermosa, Ulises Hermosa, Armando Perez)
2. Good Hit – 4:04 (Terius Nash, Christopher Stewart, Tricky, The-Dream)
3. I'm Into You (feat. Lil Wayne) – 3:20 (Taio Cruz, Mikkel S. Eriksen, Tor E. Hermansen, Dwayne Carter)
4. (What Is) Love? – 4:26 (Diana Gordon, Emile Dernst II, Dernst Mile)
5. Run The World – 3:55 (Terius Nash, Christopher Stewart, Tricky, The-Dream)
6. Papi – 3:40 (RedOne, AJ Junior, BeatGeek, Teddy Sky, Bilal "The Chef", Jimmy Joker)
7. Until It Beats No More – 3:52 (Troy Johnson, Evan Bogart, Jörgen Elofsson)
8. One Love – 3:54 (Jennifer Lopez, Anesha Birchett, Antea Shelton, Dernst II, D'Mile)
9. Invading My Mind – 3:20 (RedOne, AJ Junior, BeatGeek, Teddy Sky, Bilal "The Chef", Jennifer Lopez, Lady Gaga, Jimmy Joker)
10. Villain – 4:03 (Terius Nash, Christopher Stewart, Tricky, The-Dream)
11. Starting Over – 4:02 (Gordon, Nathaniel Hills, Marcella Araica, Danja)
12. Hypnotico – 3:35 (RedOne, Lady Gaga, Aliaune Thiam, Claude Kelly, Tami Chynn, Jimmy Joker)

Deluxe edition
1. Everybody's Girl – 3:28 (Michael Caren, Ollie Goldstein, Shep Crawford, Gordon, Mike Caren, Oligee)
2. Charge Me Up – 3:58 (RedOne, AJ Junior, BeatGeek, Teddy Sky, Jimmy Joker)
3. Take Care – 2:56 (Christofer Stewart, Ester Dean, Makeba Riddick, Rihanna, Mikkel S. Eriksen, Tor E. Hermansen, Robert Thompson, Eldra DeBarge, William DeBarge)
4. Ven A Bailar (On The Floor) (feat. Pitbull) – 4:52 (Bilal "The Chef", Kinda Hamid, Ulises Hermosa, Gonzalo Hermosa, RedOne, Teddy Sky, AJ Junior, Julio Reyes Copello, Jimena Romero)

## Classifiche

### Classifiche settimanali
| Classifica (2011) | Posizione massima |
| ----------------- | ----------------- |
| Australia         | 9                 |
| Austria           | 7                 |
| Belgio (Fiandre)  | 6                 |
| Belgio (Vallonia) | 6                 |
| Croazia           | 2                 |
| Canada            | 2                 |
| Finlandia         | 2                 |
| Francia           | 7                 |
| Germania          | 4                 |
| Grecia            | 3                 |
| Irlanda           | 7                 |
| Italia            | 6                 |
| Messico           | 5                 |
| Nuova Zelanda     | 12                |
| Norvegia          | 6                 |
| Paesi Bassi       | 18                |
| Polonia           | 13                |
| Portogallo        | 11                |
| Regno Unito       | 6                 |
| Repubblica Ceca   | 1                 |
| Russia            | 4                 |
| Stati Uniti       | 5                 |
| Slovenia          | 6                 |
| Spagna            | 3                 |
| Svezia            | 14                |
| Svizzera          | 1                 |
| Ungheria          | 13                |

### Classifiche di fine anno
| Classifica (2011) | Posizione |
| ----------------- | --------- |
| Canada            | 32        |
| Germania          | 94        |
| Italia            | 54        |
| Messico           | 66        |
| Stati Uniti       | 119       |
| Svizzera          | 31        |